# احمد شروانشاه
احمد شروانشاه هشتمین شاه شروان و چهارمین شاه لاهیج بود. شروان در زمان احمد توسط برادرش هیثم بن محمد و با همکاری ابراهیم بن مرزبان مورد حمله قرار گرفت. با این حال تلاش ابراهیم برای اینکه مجدداً شروان را دست‌نشانده سالاریان کند موفقیت‌آمیز نبود. پس از احمد، پسرش محمد چهارم به حکومت رسید.